# San Sebastiano (Guercino Firenze)
San Sebastiano è un dipinto a olio su tela (253x169 cm) realizzato dal Guercino nel 1652 e conservato alla Galleria Palatina di Firenze.

## Storia
Carlo Cesare Malvasia riporta nel secondo volume della Felsina pittrice che nel 1652 Guercino realizzò "un S. Sebastiano per il Card. Macchiavelli [sic.]", vescovo di Ferrara, che il 29 ottobre dello stesso anno pagò 187 scudi come pagamento "per il quadro fattogli di san Sebastiano con un Puttino di sopra". Una lettera del 30 agosto 1653 attesta che la tela fu realizzata su commissione del Principe degli Angeli di Pesaro, per essere data in dono al cardinale Giovan Carlo de' Medici, che lo collocò nella sua residenza fiorentina. Non è chiaro se il cardinale Machiavelli avesse lavorato come intermediario per il principe oppure se gli avesse ceduto l'opera.
Dopo la morte del cardinale, il dipinto passò nella collezione di Ferdinando de' Medici e, infine, nella galleria Palatina dal 1928.
Una copia di bottega, attribuita a Benedetto Gennari junior, è conservata nella chiesa di San Sebastiano a Renazzo.